# La fábrica (Fox Sports)
La Fábrica fue un programa de televisión deportivo y de entretenimiento emitido por Fox Sports 3 y conducido por Chico Jano junto al skater Giani de Gennaro y la modelo Florencia Ventura.

## Información general
El programa abordaba la actualidad de los deportes de acción como por ejemplo: Skateboarding, BMX, Motocross, Surf, Wakeboarding, y Snowboard, entre otros. Contaba con la participación de deportistas latinoamericanos, que portaban cámaras para mostrar en el programa su participación en los torneos e intimidades de su estilo de vida como deportistas extremos.